# Arvid Nyberg
Arvid Nyberg (19 de mayo de 1928-18 de enero de 2022) fue un biatleta, esquiador de fondo y político noruego.
Ganó una medalla de bronce en el Campeonato Mundial de Biatlón de 1958, en la prueba por equipos.
Después de su carrera deportiva se dedicó a la política, ejerciendo diversos cargos públicos por el Partido Laborista. De 1972 a 1999 fue alcalde del municipio de Trysil.

## Palmarés internacional
| Campeonato Mundial | Campeonato Mundial   | Campeonato Mundial | Campeonato Mundial |
| Año                | Lugar                | Medalla            | Prueba             |
| ------------------ | -------------------- | ------------------ | ------------------ |
| 1958               | Saalfelden (Austria) | Medalla de bronce  | Equipo             |